# Kingone Wang
Kingone Wang Chuan Yi (cinese tradizionale: 王傳一; cinese semplificato: 王传一; pinyin: Wáng Chuán Yī; Taiwan, 5 maggio 1980) è un attore e cantante taiwanese.

## Carriera
Wang ha dato inizio alla sua carriera nel mondo dello spettacolo come modello, ed ha ottenuto l'attenzione del pubblico principalmente per il suo aspetto fisico. La figura attraente di Wang ha ottenuto tale successo, poiché è stata intesa da molti come la combinazione della popstar di Hong Kong Andy Lau (cinese: 劉德華) e la popstar di Taiwan Jay Chou (cinese: 周杰倫). Wang è stato messo sotto contratto nel 2002 dalla Sony Music (Taiwan) per formare un gruppo di sei ragazzi, dal nome Comic Boyz (cinese: 可米小子), nel quale aveva il ruolo di leader. Wang e il suo gruppo hanno recitato in diversi drama televisivi taiwanesi di successo, ed hanno pubblicato in totale tre album (Hey Hah! 可米小子 [2002], 青春紀念冊 [2003] e Goodbye 可米小子新歌+精選 [2005]), prima di sciogliersi definitivamente nel 2005.
Dopo lo scioglimento dei Comic Boyz, Wang ha continuato a perseguire la propria carriera nell'industria dell'intrattenimento taiwanese, conducendo dei programmi televisivi e recitando in ruoli di supporto in alcuni drama televisivi di successo (偶像劇). Nel 2005, Wang ha ottenuto un ruolo come secondo attore protagonista nel drama Scorpion (魔蠍), che gli ha fruttato il primo premio pubblico come "Miglior Secondo Attore Protagonista" (最佳戲劇類男配角獎) agli annuali "Taiwanese Entertainment Golden Bell Awards" (金鐘獎). Altri ruoli da protagonista più recenti sono quelli in Why Why Love (換換愛) del 2007 e in Devil Beside You (惡魔在身邊) del 2005, con Mike He (賀軍翔) e Rainie Yang (楊丞琳); in questi due drama ha rispettivamente il ruolo di erede di una grande catena di centri commerciali, e di generoso capitano di una squadra di basket universitaria. Oltre a recitare nei drama televisivi, Kingone si concentra anche sulla carriera musicale. Attualmente è sotto contratto con l'Ocean Butterflies Music Group Ltd., ed ha pubblicato il suo primo EP personale "換換愛" il 14 agosto 2007.
Wang ha anche un alto grado di istruzione; parla fluentemente inglese, cinese e il dialetto taiwanese minnan. Attualmente è laureando in filosofia alla Chinese Culture University di Taipei (中國文化大學 哲學研究所).

## Filmografia

### Serie televisive
| Anno | Canake televisivo | Titolo inglese              | Titolo cinese  | Ruolo                |
| ---- | ----------------- | --------------------------- | -------------- | -------------------- |
| 2009 | PTS               | Black & White               | 痞子英雄       | 高義                 |
| 2008 | CTS               | Wish to See You Again       | 這裡發現愛     | 馬永睿 (小馬)        |
| 2007 | CCTV-8            | The Legend of Chu Liu Xiang | 楚留香傳奇     | 中原一點紅           |
| 2007 | CTS               | Why Why Love                | 換換愛         | 霍彥                 |
| 2006 | CTS               | Goku Dou High School        | 極道學園       | 周少奇               |
| 2006 | CTV               | Silence                     | 深情密碼       | 黃至燁               |
| 2006 | onTV              | My son is a Mob Boss        | 我的兒子是老大 | 法蘭克 (Frank)       |
| 2005 | FTV               | Baseball Love Affair        | 追風少年       | 何飛力               |
| 2005 | CTV               | Devil Beside You            | 惡魔在身邊     | 尚源伊               |
| 2005 | CTS               | Starry Night                | 愛在星光燦爛時 | 傳一                 |
| 2005 |                   |                             | 魔蠍           | 張書瑋               |
| 2004 | CTS               | Mars                        | 戰神           | 零&聖的生父          |
| 2003 | CTV               | Godfather in Pink           | 粉紅教父小甜甜 | 薔薇普林斯(偶像團體) |
|      |                   |                             | 麻辣高校生     | 可米小子             |
|      |                   |                             | 狂愛龍卷風     | 客串追求者           |
|      |                   |                             | 偷偷愛上你     | 客串(黎倩)追求者     |
| 2002 |                   | Meteor Garden II            | 流星花園 II    | 客串秘書             |
|      |                   |                             | 好美麗診所嘿哈 | 池珍東               |

### Programmi televisivi
- 東風亞洲娛樂中心週末主播
- 東風音樂通
- 惡童探險記
- 東風U-STAR亞洲新紅人選主持人之一
- 星座愛情魔法
- 2005 金鐘獎 星光大道

### Spot pubblicitari
- 全家關東煮過年篇
- 全家過年促銷廣告
- 知名服裝代言
- 迪士尼 代言
- 代言「 百事可樂 音樂大使」
- 聯邦銀行 Hit Hop 信用卡代言

## Discografia

### EP personali
- <<換換愛>> (2007)
  - 換換愛
  - 我要的世界
  - Welcome to My Heart

### Colonne sonore
- <<極道學園電視原聲帶>> (2006)
  - Lovin' U (王傳一)
  - 極道戰役 (王傳一+李偉豪+馬如龍+藤岡靛)

### Album con i Comic Boyz
- <<Goodbye 可米小子新歌+精選>> (2005)
  - 愛情不用翻譯
  - 好奇無上限
  - Hey!Hah!
  - 求愛復刻版
  - 紅蜻蜓
  - 我忍住哭
  - 花季
  - 超人心
  - Number 2
  - Hold Me Close
  - 青春無敵
  - 喜歡你
  - 我的野蠻女友
  - 青春紀念冊
- <<青春紀念冊>> (2003)
  - Number 2
  - 青春紀念冊
  - 紅蜻蜓
  - 花季
  - 他
  - Hold Me Close
  - 我討厭
  - 我的野蠻女友
  - 愛的入場卷
  - 愛像什麼
- <<Hey Hah! 可米小子>> (2002)
  - Hey!Hah!
  - 求愛復刻版
  - 超人心
  - 最重要的你
  - 我忍住哭
  - 喜歡你
  - Blue Miracle
  - Buddy
  - 相信
  - 青春無敵-MTV
  - Hey! Hah! (Asia Remix)
  - Hey! Hah! (Euro Remix)

## Libri

### Men's Talk (型男Talk)
Scritto a quattro mani da Wang e Matt Wu (吳中天), Men's talk è la storia delle loro vite, del loro mondo e della filosofia in cui credono. ISBN 986-127-750-1. Data di pubblicazione: 20 dicembre 2006.